# Jonathan Bachini
Jonathan Bachini (Livorno, 5 juni 1975) is een voormalig Italiaanse voetbalspeler. Hij speelde voor Lecce, Udinese, Juventus, Parma en Brescia en heeft twee interlands op zijn naam staan.
Jonathan Bachini maakte in 1992 zijn debuut. Op 3 juli 2001 ging hij voor Parma spelen.
Op 22 september 2004 werd Bachini positief getest op het gebruik van Cocaïne. Op 25 november 2004 werd hij geschorst voor negen maanden. In januari 2006 werd bekendgemaakt dat in de urine die op 4 december 2005 was afgenomen in de match tegen Lazio opnieuw sporen van Cocaïne waren aangetroffen. Hierdoor werd hij door de Italiaanse voetbalbond voor levenslang geschorst.